# Кран, Эдгар
Эдгар Кран (эст. Edgar Krahn; 1894—1961) — эстонский математик.

## Биография
Эдгар Кран родился 19 сентября (1 октября) 1894 года в селе Сотага (ныне Лайузе уезда Йыгевамаа) в семье продавца. Его родители были эстонско-немецко-балтийского происхождения. В 1912 году он окончил школу в Дерпте (Тарту), затем изучал математику и физику в Дерптском университете.
В 1918 году он окончил университет, после чего работал учителем в Дерпте и Ревеле (Таллине). Начиная с зимнего семестра 1922 года учился в Гёттингене, где в 1926 году под руководством Рихарда Куранта защитил диссертацию (Über Minimaleigenschaften der Kugel in drei und mehr Dimensionen). Кран стал вторым эстонцем после Хермана Яаксона (1891—1964), получившим докторскую степень в области математики.
В 1928 году он прошёл процедуру хабилитации в Дерпте и стал там профессором. В 1940-х годах он работал в Институте Аэродинамических исследований в Гёттингене, где он (как позже в Великобритании и США) занимался исследованиями в области гидромеханики. В начале 1950-х годов он работал в Admirality Research Laboratory в Великобритании, а затем в Naval Ordnance Laboratory в Уайт-Оуке в штате Мэриленд, США.
Эдгар Кран занимался дифференциальными уравнениями, дифференциальной геометрией, теорией графов, страховой математикой (специально для строительного общества), теорией вероятностей, газовой динамикой и теорией упругости. Является одним из соавторов неравенства Рэлей-Фабер-Крана.
В 1983 году его вдова Доротея Кран учредила стипендию Эдгара Крана для студентов-математиков в университете Мэриленда.